# George Gillett
George N. Gillett Jr. (* 22. Oktober 1938 in Racine, Wisconsin) ist ein US-amerikanischer Geschäftsmann und Millionär. Er lebt mit seiner Frau in Vail (Colorado) und hat vier Söhne.
Sein Geld verdient er mit dem Vertrieb von Medien und Fleischwaren. Er besitzt mehrere Fernsehstationen und Zeitungen sowie Fleischproduktionsfabriken. Außerdem gehören ihm Sommer- und Winterferienanlagen. Auch ein Autohaus, ein Transportbetrieb sowie eine Landschaftsgärtnerei und Sport- und Eventveranstaltungsorganisationen (Gillett Entertainment Group) nennt er sein Eigen.
Gillett ist Sportliebhaber und besitzt mehrere Sportclubs. Darunter zählen das NHL-Eishockeyteam die Montreal Canadiens sowie der FC Liverpool. Diesen kaufte er zusammen mit dem ebenfalls amerikanischen Geschäftsmann Tom Hicks für etwa 200 Millionen Euro im Februar 2007 auf. Sie beglichen auch gleich den Schuldenberg von zirka 100 Millionen Euro. Andere Quellen berichten von mehr als 700 Millionen Euro als Kaufpreis. Bei den Liverpool-Fans sind beide jedoch verpönt. Im April 2010 beauftragen sie die Investmentbank Barclays Capital damit, einen Käufer für den Club zu finden, der bereit ist, geschätzte 570 Millionen Euro zu investieren.
1999 wurde Gillett per Abstimmung in einem Ski-Magazin unter die „100 einflussreichsten Skifahrer aller Zeiten“ gewählt. Außerdem wurde 2005 in die „Colorado Ski & Snowboard Hall of Fame“ aufgenommen.